# Socialismo nacional
Socialismo nacional es un concepto que remite a la combinación del socialismo con el nacionalismo o con alguna forma de sentimiento nacional o nacionalidad. El término va en contraposición al internacionalismo del socialismo marxista, y en general se aplica a ciertas variantes no-marxistas de socialismo, o a variantes marxistas inspiradas por el concepto de socialismo en un solo país.
La expresión «socialismo nacional» nació en Francia entre fines del siglo XIX y principios del XX, y desde entonces ha sido utilizada para describir diferentes formas de socialismo en todo el mundo, desde los distintos socialismos tercermundistas, entre ellos el peronismo de Argentina.

## Orígenes en Francia

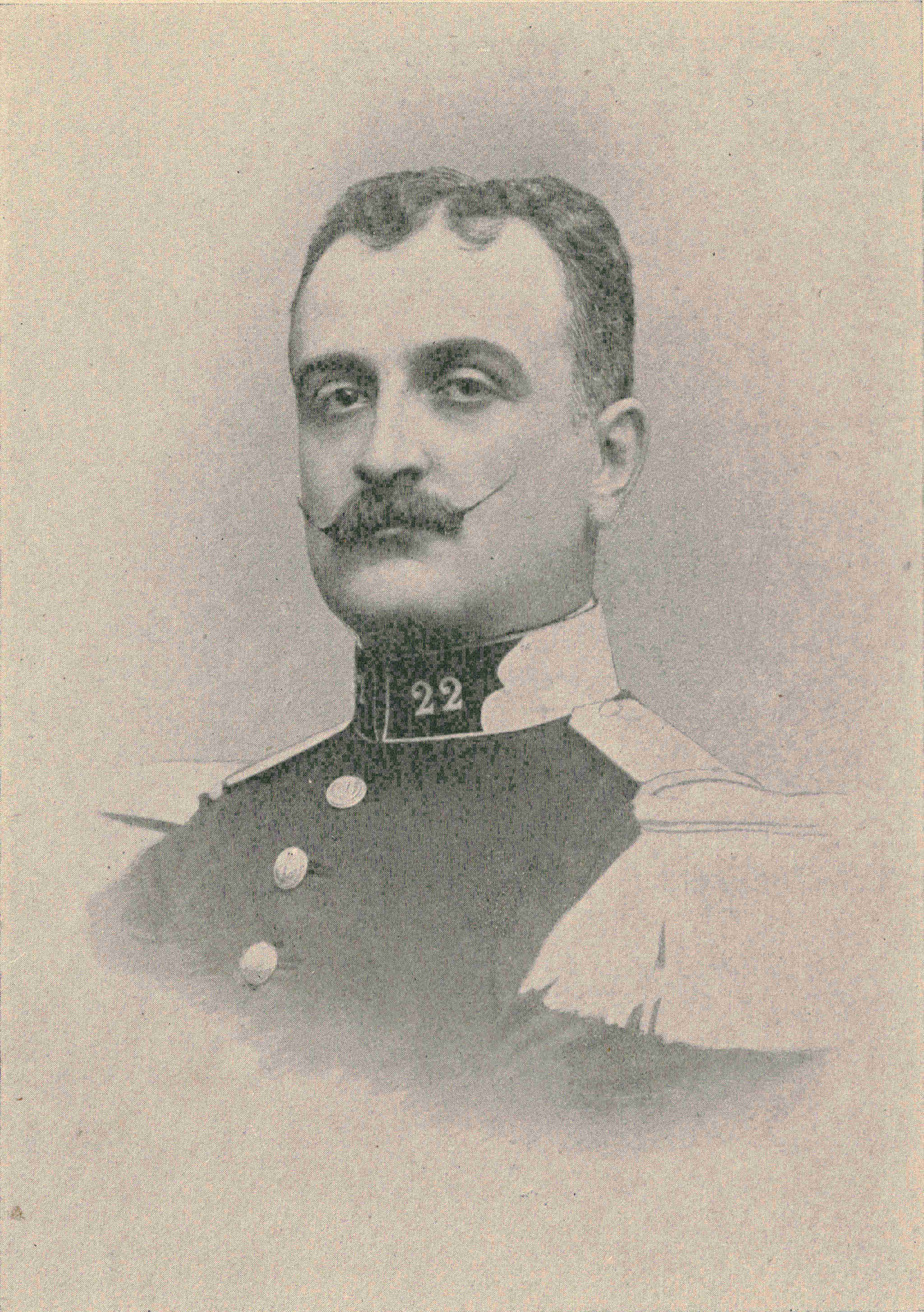
El Marqués de Morés, a quien Maurice Barrès declaró como “el primer socialista nacional” en 1896.

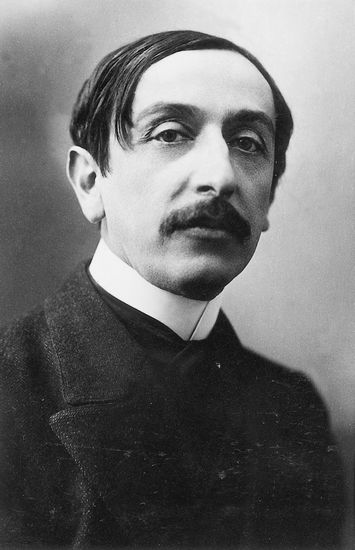
Maurice Barrès, el presunto acuñador del término “socialismo nacional”.

En 1896 Maurice Barrès afirmó que el Marqués de Morés había sido “el primer socialista nacional”. Aunque otras fuentes indican que el término fue usado por primera vez en la campaña electoral francesa de 1898 por el mismo Maurice Barrès, con la frase “nacionalismo socialista” o “socialismo nacionalista”.

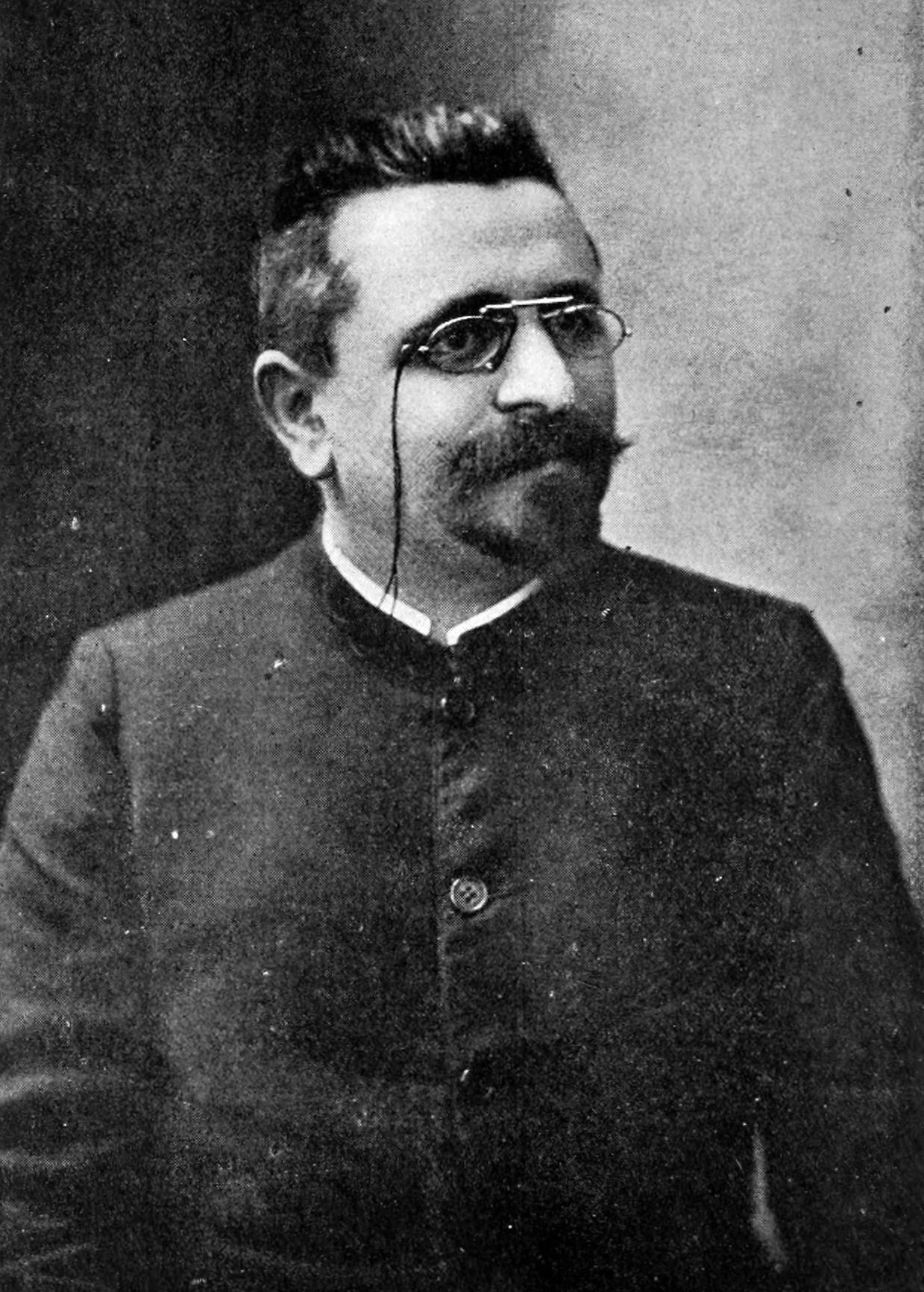
El socialista Gustave Hervé, fundador del segundo “Partido Socialista Nacional” que existió en Francia.

El Marqués de Morès fue un aristócrata y aventurero francés que realizó viajes por Norteamérica, donde adoptó el socialismo, sin abandonar sus convicciones nacionalistas y antisemitas. Morès fundó el club político parisino “Morès et ses amis” (“Morès y sus amigos”), que según el historiador Stanley G. Payne, combinaba «el socialismo nacional extremo con un socialismo económico limitado, el racismo y la acción directa». Una de las primeras publicaciones de Morès fue El día festivo de los trabajadores, el 1° de mayo de 1890. A los trabajadores de Francia, en la que abogaba por un tipo de socialismo relativamente convencional, con seguros de accidente para los trabajadores, una convocatoria a una “corte suprema popular” para juzgar a “los ladrones de la fortuna del pueblo” y una “revisión democrática y social del código constitucional”. Pero publicaciones posteriores de Morès revelan un enfoque más complejo e idiosincrático hacia el socialismo, especialmente el panfleto de 48 páginas publicado en 1892, Rothschild, Ravachol y cia., donde atacaba a los judíos y a sus “aliados”: “los masones, la prensa, la bolsa y el peligro rojo”.
Según Payne, «el defensor más destacado del nuevo socialismo nacional fue Maurice Barrès», cuyo socialismo nacional difería de las doctrinas de la nacionalista y reaccionaria Action Française por la importancia que ponía en el radicalismo económico.
De entre los nuevos nacionalistas radicales de fines del siglo XIX, Barrès fue uno de los primeros en comprender que no podía haber un verdadero movimiento “nacional” si no se garantizaba la integración de las capas sociales más desheredadas de la comunidad.:Puesto que la multitud era la verdadera encarnación de la nación, el nacionalismo debía preocuparse por solucionar la “cuestión social”
Pero, al mismo tiempo, sostenía Barrès, un movimiento nacional no podía ser ni marxista ni liberal, puesto que ambas doctrinas son siempre “de guerra civil”: guerra de clases o guerra individualista de todos contra todos. Así, la idea de un “socialismo nacional” rápidamente se extendió por toda Europa. En muchas partes, algunos teóricos sostenían que la “cuestión social” podía encontrar una respuesta más allá del capitalismo liberal o del socialismo de la “lucha de clases”. La solución se basaba en la idea de establecer la paz entre el proletariado y el conjunto del cuerpo nacional, para garantizar la supervivencia de la nación.
En 1902, el líder de la Federación Nacional de Sindicatos Amarillos de Francia, Pierre Biétry, creaba el Partido Socialista Nacional. Este movimiento obtiene el apoyo de antiguos amigos de Paul Lanoir, de los sindicatos agrícolas, de la Liga de la Patria Francesa, de antiguos boulangistas de izquierda, de antisemitas y de antidreyfusards. Sin embargo, es disuelto en 1903. 
En 1919 el socialista Gustave Hervé crea un segundo Partido Socialista Nacional. Hervé en su juventud había sido un socialista de posturas antimilitaristas y antinacionalistas. A partir de 1912 experimentó una evolución ideológica que lo llevó a defender posturas cada vez más nacionalistas. En 1919 creó el Partido Socialista Nacional (PSN), que defendía la colaboración y solidaridad de clases. Se le suman Alexandre Zévaès, un antiguo diputado guesdista convertido en abogado del asesino de Jean Jaurès, y Jean Allemane, figura histórica del movimiento obrero francés y comunero de 1871, y también Émile Tissier, otro guesdista. Sin embargo, el PSN nunca lograría atraer muchos partidarios, y Hervé intentó resucitarlo en 1925 con el nombre de “Partido de la República Autoritaria”. Sin embargo, en 1927 el nombre volvió a ser “Partido Socialista Nacional”. En 1932 fue renombrado nuevamente como “Milicia Socialista Nacional”, desde donde surgirá el francismo de Marcel Bucard.

## Austria y Checoslovaquia

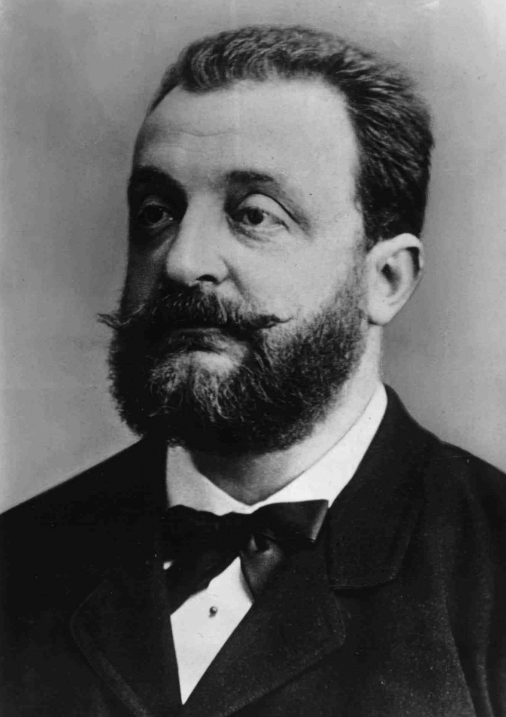
Georg Ritter von Schönerer, el pionero del nacionalsocialismo en Austria-Hungría.

Los primeros partidos socialistas nacionales duraderos surgieron en la región de Bohemia del Imperio Austrohúngaro a fines del siglo XIX. En 1898 se fundó allí el Partido Nacionalsocialista Checoslovaco, un partido nominalmente socialista que tenía por objetivo conseguir la independencia de los checos de Austria-Hungría (al contrario del partido socialista dominante en ese entonces, el Partido Socialdemócrata, que abogaba por la revolución internacional). Y en 1904 se fundó, también en Bohemia, el Partido de los Trabajadores Alemanes de Bohemia, que también adoptó la bandera del socialismo nacional.
Tanto los socialistas nacionales checos como el Partido de los Trabajadores Alemanes de Austria y Bohemia nacieron como movimientos radicalmente reformistas y socialmente progresivos. El Partido de los Trabajadores Alemanes (Deutsche Arbeiterpartei, DAP) fue en un principio un movimiento democrático radical que se proponía defender los intereses de los obreros industriales de habla alemana de la Sudetenland de Bohemia. Exigía la democratización de las instituciones, la socialización o la nacionalización de las grandes empresas y la sustitución de los ejércitos permanentes por milicias nacionales. Aunque era nacionalista, no era racista, imperialista ni militarista.Difería del socialismo marxista en su defensa de todos los sectores trabajadores de la sociedad, fueran obreros, campesinos, clase media o intelectuales, y en su preferencia por un socialismo mixto.
Hacia 1913, el DAP se había transformado en un partido racista, pangermanista y antisemita. A finales de la Primera Guerra Mundial se había convertido, tanto en Bohemia como en Austria, en el Partido Nacional Socialista de los Trabajadores Alemanes de Austria y en el Partido Nacional Socialista de los Trabajadores Alemanes de Checoslovaquia.
Pero el pionero de un tipo radical y agresivo de nacionalsocialismo en Austria-Hungría fue el publicista y agitador pangermanista Georg Ritter von Schönerer. Su nacionalismo racista, difería del de los radicales de derechas de principios del siglo XX en su defensa del igualitarismo, del derecho democrático de voto y de extensas reformas sociales.
Entre tanto, el Partido Social Nacional Checo desempeñaría un papel considerable en la política checoslovaca de entreguerras, con Edvard Beneš llegando a ser Primer ministro y dos veces Presidente de Checoslovaquia. El partido sobrevive hasta hoy día en la República Checa, siendo hoy un partido euroescéptico y nacionalista de izquierda. Por otra parte, hoy día existen allí otros partidos que reclaman la herencia del Partido Social Nacional Checo original, autoproclamándose también “socialistas nacionales”: el Partido Socialista Nacional Checo, nacido en 2005 y también euroescéptico, que es aliado del partido soberanista “Soberanía – Bloque Jana Bobošíková”, y el partido “Socialistas Nacionales – Izquierda del siglo XXI”, de Jiří Paroubek, antiguo Primer ministro y antiguo líder del Partido Socialdemócrata, que concurrió a las elecciones parlamentarias de 2017 aliado con el Partido Obrero de la Justicia Social.

## Italia
En 1910, Enrico Corradini, fundador de la Asociación Nacionalista Italiana, empleó el término “socialismo nacional” y fijó los objetivos de un movimiento socialista y nacional: establecer la paz entre el proletariado y la nación.
El “socialismo nacional” en Italia encontró expresión dentro del sindicalismo revolucionario. Con la Guerra ítalo-turca de 1911-1912, y sobre todo en vísperas de la Primera Guerra Mundial, se produjo un proceso de “nacionalización” de sectores intelectuales del sindicalismo revolucionario dentro del Partido Socialista Italiano. En rompimiento con el partido, estos sectores se proclamaron intervencionistas, reivindicando la entrada de Italia en las mencionadas guerras, ya que, sostenían, solamente de la guerra victoriosa podría nacer la chispa de la revolución social (teoría de la “guerra revolucionaria”). Intelectuales sindicalistas como Roberto Michels, Angelo Oliviero Olivetti, Filippo Corridoni y Sergio Panunzio, entre otros, dieron la justificación racional para este primer socialismo nacional italiano, que sería el origen del fascismo.
A juicio de Michels, la guerra de Italia contra los turcos otomanos era una guerra progresista que merecía el apoyo y la participación del proletariado revolucionario. Dicha guerra estimularía y expandiría las industrias de la península y regeneraría a la población de Italia, que había estado sufriendo ese sentido de inferioridad que aflige a los países industrialmente atrasados. Tanto Michels como Olivetti concebían al nacionalismo de Italia como revolucionario, y de hecho marxista en esencia. Roberto Michels invocó el nombre de Carlo Pisacane para recordarles a los revolucionarios italianos que el socialismo había estado asociado por mucho tiempo a las aspiraciones nacionales.
El 5 de octubre de 1914, un grupo de teóricos socialistas de orientación sindicalista publicó el Manifesto del Fascio Rivoluzionario d’Azione Internazionalista, en el cual demandaban la intervención de su país en el conflicto incipiente al servicio de “la civilización” y “la revolución”. El manifiesto era firmado, entre otros, por Michele Bianchi, Filippo Corridoni, Amilcare de Ambris y Angelo Oliviero Olivetti.El 10 de octubre, Olivetti les recordó a sus lectores que el estallido de la guerra en el continente había creado una situación revolucionaria en la cual los hombres podían ser movilizados alrededor de un “sentimiento efectivo y aplastante”: el de la nacionalidad. La solución de los problemas sociales sólo podía ser consecuencia de la solución de los problemas nacionales.

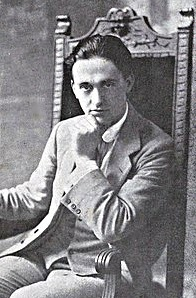
Filippo Corridoni, sindicalista revolucionario y exponente de la izquierda intervencionista durante la Primera Guerra Mundial.

Un grupo, liderado por Panunzio, le pidió al joven Mussolini que reconsiderara su oposición inicial a la intervención italiana en el conflicto.Gregor, A. James (1979). Italian fascism and developmental dictatorship (en inglés). New Jersey: Princeton University Press. ISBN 0-691-05286-7.</ref>  El 18 de octubre, Mussolini le sugirió al Partido Socialista revisar su compromiso con la neutralidad absoluta y revaluar la estrategia socialista. Esto precipitó una crisis entre los líderes del partido. Mussolini fue obligado a renunciar a su posición como director del Avanti!. El 10 de noviembre, dirigiéndose a la sección milanesa del Partido Socialista, Mussolini sostuvo que Italia, como realidad histórica, era el foco de interés y objeto de sentimiento para la mayor parte de la población. “El sentimiento de nacionalidad existe”, sostenía, “y no puede ser negado. El viejo antipatriotismo está acabado”.  Cuando Mussolini, expulsado del Partido Socialista oficial, y editor de su propio periódico, defendió explícitamente la intervención de Italia en la “guerra revolucionaria”, los sindicalistas rápidamente se aglomeraron alrededor de él. Su periódico, Il Popolo d’Italia, se convirtió en el vehículo de propaganda no oficial del Fascio intervencionista. Para el joven Mussolini el único socialismo viable del siglo XX sería un “socialismo nacional”, en el cual la nación constituiría el principal objeto de lealtad. Todos los elementos de la población estarían fusionados en la “idea de nación”. Este socialismo nacional integraría a las clases trabajadoras en la totalidad orgánica de la nación histórica. Hacia fines del primer conflicto mundial, en 1918, Mussolini había articulado un sistema de creencias revolucionario coherente que él eligió llamar “sindicalismo nacional” o “socialismo nacional”.
Después de la Primera Guerra Mundial el autodenominado “socialismo nacional” desarrolló la idea de la “victoria mutilada” y volvió su atención a las condiciones de los veteranos. Tales ideas se concretaron en 1919 con la fundación en Milán de los Fasci italiani di combattimento musolinianos, y en su manifiesto, el programa de Sansepolcro, en donde, además de reivindicar Fiume y Dalmacia, se diseñaban políticas de profundo cambio.
Después de la Marcha sobre Roma de 1922 y de la fusión con los conservadores nacionalistas de la Asociación Nacionalista Italiana, el régimen perdió su connotación socialista, dirigiéndose hacia la creación de un verdadero Estado totalitario-corporativo, adoptó en el campo socioeconómico el corporativismo, con la Carta del Trabajo de 1927, en lugar del socialismo.
Después de la caída del régimen en 1943, y con la creación de la República Social Italiana y el nacimiento del nuevo Partido Fascista Republicano, los principios del fascismo anteriores a la Marcha sobre Roma fueron rescatados en el Manifiesto de Verona, en donde fueron recuperadas las antiguas posiciones socializantes y movimientistas del viejo programa de San Sepolcro. Al interior de la República Social Italiana, Mussolini apoyó el nacimiento de un “Agrupamiento Nacional Republicano Socialista”, bajo el mando del exsocialista Edmondo Cione y otros exsocialistas mussolinianos como Carlo Silvestri y sindicalistas revolucionarios como Pulvio Zocchi, que, no obstante no declararse abiertamente fascistas, buscaban proporcionar una cobertura “de izquierda” para el nuevo régimen. A tal “Agrupamiento” le fue también concedido por Mussolini un periódico político, L’Italia del Popolo (nombre aconsejado por el propio Mussolini, para recordar al del viejo periódico de Giuseppe Mazzini). La República Social Italiana tenía en su programa la reforma de la economía con la socialización de las empresas, para cuya realización Mussolini había habilitado al excomunista Nicola Bombacci.
Desde la posguerra de la Segunda Guerra Mundial hasta la actualidad, el “socialismo nacional” fue retomado en el neofascismo del Movimiento Social Italiano, sobre todo en los primeros tiempos de éste, cuando era identificado con los veteranos de la RSI. En 1952 nace el “Agrupamiento Social Republicano”, que más tarde se convierte en “Partido del Socialismo Nacional”. En 1957 confluyeron en el “Partido Nacional del Trabajo” de Ernesto Massi.
|Giano Accame, intelectual de la derecha postfascista, ha asociado algunas posiciones (sobre todo de la política exterior) de Bettino Craxi, líder del Partido Socialista Italiano y Primer ministro de Italia en los años ’80, con el “socialismo nacional”. Accame acuñó el término “socialismo tricolor” para identificar a este nuevo “socialismo nacional” del PSI craxiano.
En tiempos recientes, el Frente Social Nacional, nacido en los años ’90, ha hecho referencia a los valores del “socialismo nacional”. También se destaca la extraparlamentaria “Unione per il Socialismo Nazionale” (“Unión por el Socialismo Nacional”), nacida en octubre de 2011 a partir del “Centro Studi Socialismo Nazionale” (“Centro de Estudios Socialismo Nacional”).

## Alemania
Tanto la expresión “socialismo nacional” como las diversas ideologías que encarna tuvieron numerosos predecesores en ese país, que se remontan por lo menos a fines del siglo XIX.

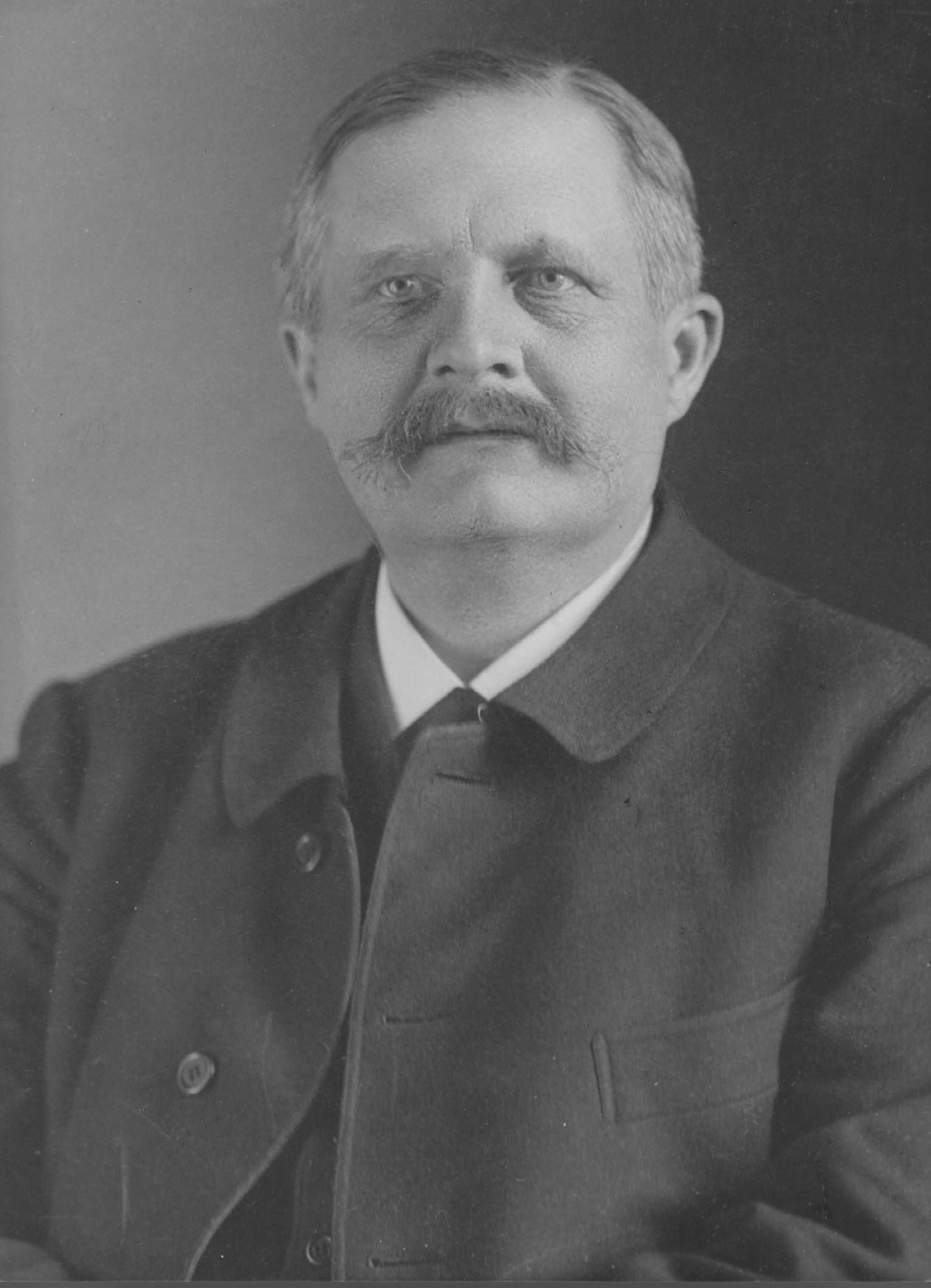
Friedrich Naumann, pastor protestante y fundador de la Asociación Nacional Social.

El primer “socialismo nacional” alemán en llevar ese nombre fue el del pastor protestante Friedrich Naumann. En 1896, Naumann fundó la “Nationalsozialer Verein” (“Asociación Nacional Social”), a partir de un grupo que se había desprendido del Congreso Social Evangélico del predicador protestante antisemita y socialcristiano Adolf Stoecker. El nuevo grupo fundado por Naumann buscaba crear un “socialismo nacional” (por oposición al “socialismo internacional” de la socialdemocracia), pero no era antisemita ni de extrema derecha. Combinaba el nacionalismo con el socialismo cristiano y el liberalismo, y en 1903 terminaría uniéndose a la social-liberal “Freisinnige Vereinigung” (“Unión Librepensadora”).Entre sus miembros destacados se encontró Max Weber.
Otros primeros pensadores del “socialismo nacional” en Alemania fueron Johann Plenge, Paul Lensch, Oswald Spengler y Werner Sombart. Johann Plenge, durante la Primera Guerra Mundial, habló del surgimiento de un “socialismo nacional” en Alemania, a partir de lo que denominó las “ideas de 1914” (fecha del inicio de la guerra).  Según Plenge, la movilización total para la guerra había organizado a todo el pueblo alemán detrás de un solo objetivo, y el resultado de esa movilización era un verdadero socialismo de raíces puramente nacionales, opuesto a las ideas liberales “de 1789” (fecha de la Revolución Francesa).  Ideas similares expresaron, para la misma época, el socialdemócrata Paul Lensch, con su idea de “la guerra como una revolución mundial”, la cual habría instaurado el socialismo en Alemania a través del socialismo de guerra, y Oswald Spengler, con su libro Prusianismo y socialismo, en donde sostenía que el espíritu prusiano se había manifestado en la movilización de 1914, constituyendo un socialismo autóctono opuesto al espíritu inglés de individualismo liberal.

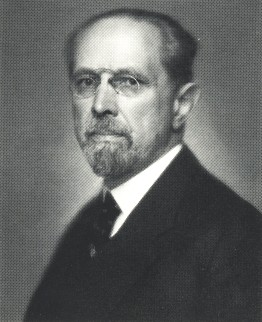
Werner Sombart.

El sociólogo Werner Sombart escribió sobre un “socialismo nacional” que enfatizara el “nuevo espíritu” de Alemania, que era tanto “nacional” como “social”. Sombart describe su concepto de socialismo en su libro de 1934 Deutscher Sozialismus (Socialismo alemán). Sombart anunciaba que “un nuevo espíritu está comenzando a gobernar la humanidad”, un espíritu que marcaba el fin de la “era económica”, atea, materialista y egoísta. Este “nuevo espíritu” estaba encarnado en lo que él llamaba “socialismo alemán”. Sombart decía que “no puede haber ningún orden social universalmente válido sino sólo uno que esté particularmente adaptado a cada nación particular”. Contrastaba el “socialismo alemán” con el liberalismo, donde el socialismo alemán ubica “el bienestar del todo por sobre el bienestar del individuo”.
Durante los años 20 surgió en el estado de Sajonia un “Viejo Partido Socialdemócrata de Alemania” (en alemán: Alte Sozialdemokratische Partei Deutschlands, ASPD), con tendencias nacionalistas, como desprendimiento del Partido Socialdemócrata de Alemania en esa región. La posición política de este partido fue calificada por Benjamin Lapp como un “socialismo nacional”.

## Uruguay
"Considero un absurdo la pretensión de obtener la igualdad económica, porque la naturaleza ha dotado a los hombres de distintas aptitudes, las diferentes energías y la nivelación es imposible sin provocar la miseria general por falta de todo estímulo al esfuerzo productor; pero creo no obstante, que hay que acortar las distancias que separan a los poderosos de los humildes, de los desheredados, de los que no encontraron alrededor de su cuna, la riqueza acumulada y este propósito es la base fundamental de nuestro programa político, que proclama la reforma social, no por odio de clases que a nada conducen, pero si a la precaución y por el convencimiento de que han de triunfar en definitiva dentro de las prácticas de nuestro régimen los ideales de humanidad y justicia." "Y he dicho que no hay que confundir nuestro socialismo con el socialismo doctrinario europeo, porque completamente original es el socialismo nuestro (...). No es el socialismo de Marx y no es el socialismo de Engels, doctrinarios, desconocedores de las multitudes, teorías con bases completamente fanáticas y que en los procedimientos que aconsejan se apoyan en la fuerza imperante en el país de origen (...) nuestro socialismo es distinto... no es agresivo, ni quiere el odio de clases, ni los despojos, trata de resolver los grandes problemas sociales en las prácticas de los principios republicanos (...) y ha llegado en sus conquistas mucho más allá que ningún otro pueblo en la tierra en sus reivindicaciones obreras" Gabriel Terra (1938, Martínez, José Luciano. Gabriel Terra: El hombre, el político, el gobernante. Pag. 792-793). Gabriel Terra sobre su programa de gobierno.

Discurso del Dr. Gabriel Terra a miles de trabajadores en 1937, Revista de la U.T.E. Finaliza diciendo: «Mientras los hombres de la oposición discuten si deben o no deben ir a votar, ustedes obreros de la Patria, trabajan en la realización de esta gran obra. Queremos el progreso del país, queremos un país poderoso, queremos un país independiente, ¡Viva la Patria!, ¡Vivan los obreros de mi país!, ¡Viva la Revolución de Marzo!».

Gabriel Terra fue uno de los hombres más influyentes en la historia de la República Oriental del Uruguay, fue un dinámico "hombre de Estado" batllista, inspirado por las nuevas teorías francesas cómo el Solidarismo y la Economía política, se graduó de abogado en 1895, con una tesis donde criticó la política de endeudamiento del Estado y defendió la unificación de deudas hecha por su padre una década atrás, desde principios de 1900's hasta 1931 fue redactor del diario "El Pueblo", diputado, Ministro del Presidente Claudio Williman y luego de José Batlle y Ordóñez, miembro de la Asamblea Constituyente en 1917, Ministro del Presidente Baltasar Brum y miembro del Consejo Nacional de Administración. Fue experto en temas económicos y diplomáticos, áreas en las que asesoró a todos los gobiernos uruguayos entre 1900 y 1938, fue miembro del Partido Colorado, aunque independiente muchas veces de las posturas dominantes de su líder, José Batlle y Ordóñez. 

### Acción y filosofía política
En 1907 como "Ministro de Industria, Trabajo e Instrucción Pública" fundó más de 200 escuelas rurales, impulsó un proyecto de Ley para crear un impuesto a la herencia, creó la "Oficina Nacional del Trabajo" , donde por primera vez en el mundo nombró la reglamentación de las 8 horas laborales en un documento oficial que en 1915 fue aprobada, entre otras leyes de seguridad social, a través del mismo organismo por Pedro Cosio (futuro Ministro Plenipotenciario del Gobierno de Terra en el Tercer Reich) lo que convirtió a Uruguay en el primer país del mundo en reglamentar las 8 horas laborales . Fue defensor del cooperativismo, quiso que este modelo se impusiera en todas las áreas de la sociedad como remarcó en muchos discursos, en un libro de 1921 titulado "Cooperativismo y Socialismo: Subdivisión de la Tierra" donde habló de la necesidad de hacer una reforma agraria y criticó duramente el proyecto marxista-leninista, proclamando una alternativa llamada "Socialismo de Estado", "Socialismo Patriótico" o "Solidarismo", fundó en esos años el "Instituto Nacional Cooperativo" e intentó que el Estado obtuviera tierra para repartirla, sin embargo no obtuvo apoyo de sus correligionarios ni mucho menos de las oligarquías rurales, con estos factores en su contra aun así llevó en su segundo y tercer gobierno proyectos para transformar la matriz productiva del campo, sus logros más conocidos en la actualidad en esta área son la Cooperativa Nacional de Productores de Leche (Conaprole) y el Mercado Modelo (Montevideo). Fue pionero en promover el desarrollo de la energía hidroeléctrica y la utilización del hidrógeno como combustible. Fue un hombre muy culto, era políglota y fue diplomático en varios países, se dice que tenía una voz grave y potente, con discursos siempre técnicos pero elocuentes, en sus mítines se han registrado citas a Platón, Marco Aurelio, Otto von Bismarck e incluso Karl Marx o Vladimir Lenin. 
Siendo diputado por Durazno en 1905 presentó un proyecto de ley sobre una Cooperativa Nacional: 
“Artículo 1º. Las Comisiones de Ganadería y Agricultura del Cuerpo Legislativo, la Asociación Rural y Federación Rural, con la cooperación del Ministerio de Industria, provocarán la asociación de todos los elementos productores del país, ganaderos y agricultores, para formar “La Cooperativa Agraria de la República”.
Art. 2º. Será misión de La Cooperativa Agraria de La República:
a) La defensa permanente de las industrias.
b) Reglamentar la venta de los productos de la ganadería y de la agricultura en Tabladas y Mercados, proponiendo al P. E. periódicamente, y si es posible en combinación con representaciones de la industria en los países, las bases del impuesto sobre la desvalorización.
c) La fundación y prestigio del Frigorífico Nacional.
d) La fundación y prestigio del Banco Ganadero Agrícola e Industrial, o la formación de una sección principal e independiente en el Banco Hipotecario, con recursos propios de ese Instituto, que llene esas primordiales aspiraciones de crédito a las industrias con toda la intensidad que permitiere la actualidad económica.
Art. 3º Como primer recurso para la organización de la Cooperativa Agraria de la República, créase un impuesto de un centésimo por hectárea de campo, que se llamará el “Impuesto de la Defensa”, y que  se cobrará conjuntamente con la Contribución rural, en las planillas impagas, y se exigirá por separado a los que hayan pago el impuesto”, La Cooperativa Agraria. El Día. 3 de abril de 1923.
Como Ministro del Interior dijo: 

“La solución se encuentra en la organización de cooperativas. La compra en gran escala, la supresión de los intermediarios, la reducción de los gastos suntuarios o de propaganda, permite suministrar a los asociados los artículos necesarios con una economía tan grande que en realidad les produce los mismos resultados que si fueran acreditados a sus sueldos”. Cooperativismo agrario. El Día. Febrero, 19 de 1923.

Su candidatura a la presidencia en 1930 fue opuesta a la de Luis Alberto de Herrera, líder del Partido Nacional quien obtuvo el 47.26% de los votos efectuados, frente al 52.02% a favor de Terra.
El 13 de febrero de 1938 durante una congregación espontánea de trabajadores para homenajearlo frente a su casa, en su último discurso público a una multitud popular, dijo: 

"(...) desde los primeros días públicos he estado siempre al lado del desvalido, al lado del obrero y del empleado, que también es un obrero. Y he demostrado en toda mi vida pública, que si hay algo que me repugna es el hombre que acumula riquezas, llámese comerciante, llámese estanciero y no sepa distribuir parte de esas riquezas entre los que sufren. Respeto al que trabaja y progresa, al que con su esfuerzo honesto es correspondido por el poder material, pero no respeto al que no sepa obedecer a los sentimientos de solidaridad humana" .

Fue el Presidente uruguayo que más tiempo ininterrumpido ocupó el cargo, el único en tener 3 mandatos y el primero en ser reelecto, presidió un Gobierno Constitucional entre 1931 y 1933, de 1933 a 1934 uno dictatorial y fue reelecto por más del 60% del electorado en 1934 para el período 1934-1938. El 19 de junio de 1938 culmina su gobierno, es nombrado Presidente del Banco de la República Oriental del Uruguay, en los últimos meses de 1938 su condición física se deteriora, sufre un accidente cerebrovascular y queda paralítico hasta su muerte el 15 de septiembre de 1942.
Muere en la pobreza, no dejó herencia económica y tampoco herencia político-partidaria.

### Aplicación del "Socialismo uruguayo" bajo la praxis de Terra (1933-1938)

Telegrama enviado por Adolf Hitler a Uruguay ante el inicio de lo que en ese tiempo fue la obra más grande del continente americano, realizada mediante trueques entre Uruguay y Alemania, esta construcción fue condecorada en 2011 como hito en la historia de la ingeniería mundial, le dio autonomía energética a toda la República Oriental del Uruguay.

Primer motor eléctrico diseñado y fabricado por un país en el hemisferio sur, diseñado por científicos uruguayos y elaborado netamente con elementos nacionales por el monopolio estatal Administración Nacional de las Usinas Eléctricas y Telefónicas del Estado, a pesar de su tamaño reducido era de alto voltaje y tenía la capacidad de impulsar 2.4 toneladas por segundo, fue presentado en el año 1934, parte del proyecto del Dr. Gabriel Terra para dejar de depender del petróleo extranjero, según escribió en 1928 en su libro "Aprovechamiento hidroeléctrico del Río Negro". Su producción en masa originalmente tenía como finalidad proveer a cada hogar rural de un taller, aunque abasteció a la industria metalúrgica, automotriz, minera, etc. Actualmente desde 2022 está en expansión el uso de tractores impulsados por tecnología similar.

Vehículo de hidrógeno presentado al Dr. Gabriel Terra por su íntimo amigo el ingeniero Adolf Ludín (pieza clave del Proyecto Atómico del Tercer Reich), tras el boicot de la Shell plc, Texaco y Standard Oil a Uruguay, debido a la creación de A.N.C.A.P.(Administración Nacional de Combustibles Alcohol y Portland).

En su discurso de 1932 en la ciudad de Minas, hizo referencia a su iniciativa de una reforma agraria, que serviría de ayuda alimentaria a los hogares desocupados, denunciando en sus palabras "situaciones desesperantes sin que se les proporcione tierra a los que quieran trabajar". , estas ideas de reforma agraria no son algo completamente nuevo en la historia, ya habían sido realizadas por Licurgo el mítico reformador de Esparta con la Gran Retra, por el político Tiberio en el Imperio romano con las reformas de los Gracos o por José Gervasio Artigas fundador de la Unión de los Pueblos Libres, Estado federal predecesor de la actual República Oriental del Uruguay, con el Reglamento Provisorio de la Provincia Oriental para el Fomento de su Campaña y Seguridad de sus Hacendados.
Efectuó programas para la modernización de la producción agrícola, la eliminación del hambre y la subdivisión de la tierra, con la creación del Ministerio de Ganadería, Agricultura y Pesca, el "Instituto Nacional de Alimentación Científica del Pueblo", la "Ley de Cultivo Obligatorio", la "Ley de Reparto de Campos" , otorgó a más de 2.000 familias pobres, campos y elementos para la producción, entre más de 2.300 tractores y arados de fabricación nacional, para 1937 la producción agrícola aumentó la superficie de cultivo en 351.000 hectáreas y dio labor a 31.000 personas más que al inicio de la dictadura. En 1933 creó los comedores escolares gratuitos del Ministerio de Educación y Cultura en todas las escuelas públicas primarias del país.
Durante su mandato se desarrolló una agresiva política industrializadora de sustitución de importaciones, entre 1933 y 1938 la industria creció un 160%, se fundaron más de 14.500 fábricas nuevas, se realizaron obras públicas de importancia, como un programa masivo de carreteras y viviendas obreras a través del Ministerio de Obras Públicas, se creó el "Instituto Nacional de Viviendas Económicas", para 1938 se creó una poderosa clase media, el modelo agroexportador fue totalmente sustituido por el de Industrialización por sustitución de importaciones, la indigencia y el desempleo fueron eliminados.
En 1937 inició la construcción de la Represa de Rincón del Bonete, considerada un hito en la historia de la ingeniería mundial por el IEEE, el 13 de enero de 1938 firmó la creación de un Comisión Técnica para la creación de la aún más potente Represa de Salto Grande y sentó las bases para construir las otras centrales hidroeléctricas, Represa de Baygorria y Represa de Palmar, esto convirtió a Uruguay en el primer y único país moderno con autosuficiencia energética. En 1937 también inauguró la Refinería de la Teja junto al Barrio Obrero de ANCAP, ambas obras iniciadas en 1934, el 31 de marzo inauguró el Laboratorio de UTE. Fomentó el Cooperativismo, en 1935 fundó la Cooperativa Nacional de Productores de Leche (Coonaprole) y la Organización Nacional de Autobuses (ONDA), en 1936 se creó Primeras Líneas Uruguayas de Navegación Aérea (PLUNA), en 1937 inauguró el Mercado Modelo (Montevideo) y otros centros cooperativos agrarios en el interior del país, según Charlone libre de 'impuestos, intermediarios y especulaciones", abastecimiento de alimentos baratos a la población. 
En el discurso sobre su programa de gobierno, dijo:

"Con la protección inteligente de una política cooperativista se consigue el abaratamiento de la vida y la solución de todos los males que originan los trusts y los carteles, esas formas agudas de explotación que ha adoptado en su evolución abusiva el sistema capitalista"

## Argentina
En Argentina, especialmente durante fines de los años 1960 y principios de los años 1970, la expresión “socialismo nacional” se hizo muy popular, sobre todo entre la izquierda peronista, a partir del uso que Perón hacía del término desde su exilio. Perón hablaba de “socialismo nacional” para referirse a todos los socialismos tercermundistas del período de entreguerras; incluía bajo ese paraguas a su propio movimiento, el justicialismo. Según la acepción de Perón, serían “socialismos nacionales”, entre otros, el socialismo árabe, el socialismo africano e incluso la China posterior a la ruptura sino-soviética. El término debe entenderse dentro del contexto de la Guerra Fría, la cual para Perón era una guerra entre dos imperialismos (la URSS y los EE. UU.), propugnando Perón por un “socialismo” que estuviera equidistante de ambos.
El término no sólo fue utilizado por el peronismo, sino también, dentro del mismo contexto, por la corriente de la “izquierda nacional”, que fue “compañera de ruta” del peronismo para la misma época. La izquierda nacional tuvo influencia también en países vecinos como Bolivia, Chile y Uruguay. En particular en Uruguay, influenció al socialista Vivian Trías, quien escribió varios ensayos acerca del “socialismo nacional”.

## Japón
Según una investigación realizada por el sociólogo argentino Torcuato S. Di Tella, en Japón también hubo intentos de “socialismo nacional” durante la primera mitad del siglo XX, aunque no fueron tan exitosos como en otras partes, debido principalmente a la mentalidad predominantemente conservadora de la sociedad japonesa.
Entre los ejemplos de “socialistas nacionales” japoneses citados por Di Tella figuran la Asociación de Hombres Nuevos (Shinjinkai) de Sakuzo Yoshino, que comenzó siendo pacifista y antinacionalista para luego virar cada vez más hacia el nacionalismo y apoyar la invasión japonesa de Manchuria; las logias militares Kinkikai (1927) y Sakurakai (1930); Akamatsu Katsumaro y Matsutani Yojiro, del Partido Social Demócrata y del Partido de las Masas Sociales, respectivamente, que tras visitar Manchuria se convirtieron al nacionalismo y formaron sendos partidos “socialistas nacionales”; el propio Partido de las Masas Sociales, que para defenderse de los socialistas nacionales, evolucionó hacia el imperialismo, convirtiéndose en una fuerza importante hacia fines de la década de los treinta; Aso Hisashi, quien en 1934 propuso una alianza entre las fuerzas anticapitalistas obreras y los jóvenes militares reformistas; e Ishiwara Kanji, militar que intentó formar uno más de los tantos frustrados partidos “socialistas nacionales” con el asesoramiento de Asahara Kenzo, un antiguo líder sindical metalúrgico.

## Socialismo tercermundista
Los diversos socialismos tercermundistas no-marxistas del siglo XX también han sido considerados como “socialismos nacionales” por varios autores.
Así, serían “socialismos nacionales” los diversos socialismos árabes, los socialismos africanos, la “vía birmana al socialismo”, el socialismo malgache de Didier Ratsiraka en Madagascar, y muchos otros.

## Listado de partidos políticos autodenominados “socialistas nacionales”
- Asociación Nacional Social, Alemania, 1896, fundada por Friedrich Naumann.
- Partido Colorado de la República Oriental del Uruguay (1836-Presente), Batllismo, gobiernos en Uruguay de 1905-1942.
- Partido Nacional Social Checo, Austria-Hungría (en Bohemia), 1898.
- Partido Socialista Nacional, Francia, 1902, fundado por Pierre Biétry.
- Partido Obrero Alemán (DAP), Austria-Hungría (en Bohemia), 1904, y sus sucesores: el Partido Nacional Socialista de los Trabajadores Alemanes de Austria (DNSAP), fundado en 1918, y el Partido Nacionalsocialista Obrero Alemán de Checoslovaquia (DNSAP), fundado en 1919.
- Partido Socialista Nacional, Reino Unido, 1916.
- Partido Socialista Nacional, Francia, 1919, fundado por Gustave Hervé.
- Partido Social Nacionalista Sirio, Siria y Líbano, 1932, fundado por Antún Saade.
- Partido Socialista Nacional, Jordania, 1954, fundado por Suleiman Nabulsi.
- Partido Socialista Nacional, Bangladés, 1972.
- Concejo Socialista Nacional de Nagaland, India, 1980.
- Partido Socialista Nacional de Tripura, India, 2003.
- Partido Socialista Nacional Checo, República Checa, 2005.
- Socialistas Nacionales – Izquierda del siglo XXI”, República Checa, 2011, fundado por Jiří Paroubek.